# U-229
Unterseeboot 229 foi um submarino alemão do Tipo VIIC, pertencente a Kriegsmarine que atuou durante a Segunda Guerra Mundial.

## Comandantes
| Comandante             | Data                                          |
| ---------------------- | --------------------------------------------- |
| Oblt. Robert Schetelig | 3 de outubro de 1942 - 22 de setembro de 1943 |

## Subordinação
Durante o seu tempo de serviço, esteve subordinado às seguintes flotilhas:
| Período                                        | Flotilha                                  |
| ---------------------------------------------- | ----------------------------------------- |
| 3 de outubro de 1942 - 28 de fevereiro de 1943 | 5. Unterseebootsflottille (treinamento)   |
| 1 de março de 1943 - 22 de setembro de 1943    | 6. Unterseebootsflottille (serviço ativo) |

## Operações conjuntas de ataque
O U-229 participou das seguinte operações de ataque combinado durante a sua carreira:
- Rudeltaktik Neuland (4 de março de 1943 - 6 de março de 1943)
- Rudeltaktik Ostmark (6 de março de 1943 - 11 de março de 1943)
- Rudeltaktik Stürmer (11 de março de 1943 - 16 de março de 1943)
- Rudeltaktik Leuthen (15 de setembro de 1943 - 23 de setembro de 1943)